# Vermivora chrysoptera
La parula alidorate (Vermivora chrysoptera Linnaeus, 1766) è un parulide. Nidifica nel Canada sud-orientale e centro-meridionale e negli Stati Uniti nord-orientali, dalla regione dei monti Appalachi fino alla zona centro-settentrionale del Paese. La maggior parte (il 70% circa) della popolazione globale nidifica in Wisconsin, Minnesota e Manitoba. Le popolazioni di parula alidorate stanno lentamente espandendosi verso nord, ma in generale stanno diminuendo in tutto il loro areale, più probabilmente a causa della perdita dell'habitat e della competizione e/o inincrocio con un parente molto stretto, la parula aliazzurre.

## Descrizione

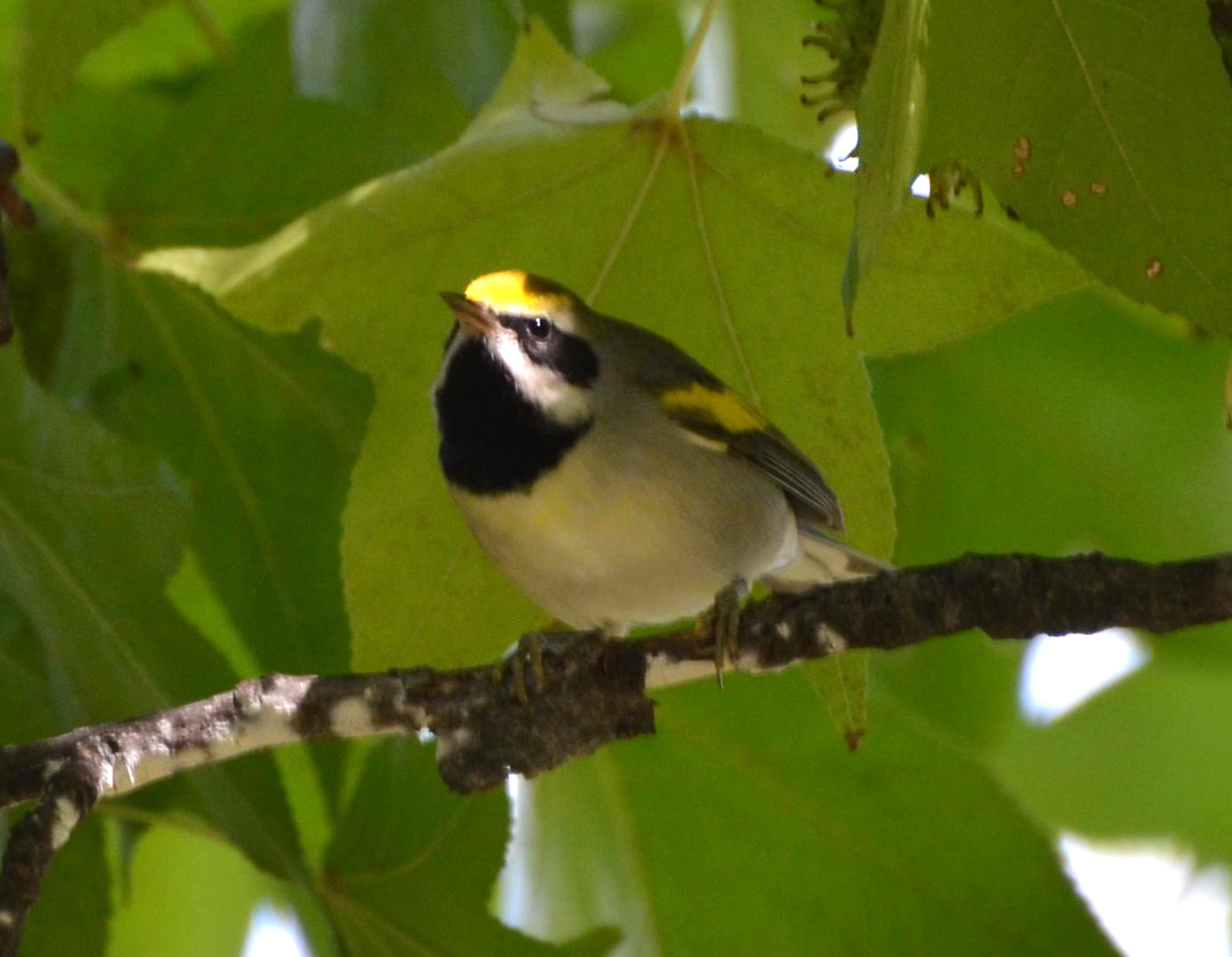
Un maschio a St. Louis, Missouri.

È una parula di piccole dimensioni, di 11,6 cm di lunghezza e 8-10 g di peso. Il maschio ha gola nera (simile alla chiazza sulla gola tipica delle cince), una macchia auricolare nera contornata di bianco, corona gialla e una macchia sulle ali dello stesso colore. La femmina ha una colorazione simile, ma presenta le zone nere di un color grigio chiaro. In entrambi i sessi è particolarmente evidente, quando l'animale è visto dal basso, il bianco della parte inferiore della coda. Le regioni inferiori sono bianco-grigiastre e il becco è lungo e sottile. Diversamente che nella maggior parte delle parule, il sesso dei giovani può essere determinato (osservando il colore della macchia sulla gola) già circa 15 giorni dopo l'involo. In condizioni di osservazione ottimali, gli esemplari puri di parula alidorate sono quasi inconfondibili.

## Biologia
La parula alidorate è una specie migratrice, che nidifica nel Nordamerica orientale e sverna nelle regioni meridionali dell'America Centrale e nelle aree limitrofe di Colombia, Venezuela ed Ecuador. Molto raramente compare come visitatore erratico in Europa occidentale, con un'unica testimonianza di un uccello che trascorse l'inverno nel parcheggio di un supermercato a Maidstone, nel Kent, nel 1989 e di un altro esemplare che comparve a Corvo, nelle Azzorre, nell'ottobre 2012.
Le parule alidorate nidificano in aree di macchia aperte, zone umide e foreste mature adiacenti a questi habitat. Depongono 3-6 uova (più spesso 5) in un nido a forma di coppa ben nascosto sul terreno o tra i ramoscelli inferiori di un cespuglio.
Questi uccelli si nutrono di insetti e ragni, in particolare dei bruchi dei Lepidotteri Tortricidi. Malgrado le piccole dimensioni, il loro becco è dotato di una forte muscolatura che consente loro di snidare anche i bruchi meglio nascosti.
Il canto varia molto, ma più di frequente viene udito come una sorta di trillante bzzzzzzz buzz buzz buzz. Il richiamo è un vibrato chip o zip.
La parula alidorate è stato il primo uccello che è stato visto migrare durante la stagione riproduttiva per evitare i tornado. Gli esemplari di questa specie abbandonavano la zona in cui nidificavano prima dell'arrivo della tempesta, forse dopo averne percepito l'avvicinamento grazie agli infrasuoni.

## Ibridazione
Questa specie dà vita a due distinte forme di ibridi con la parula aliazzurre dove gli areali delle due specie si sovrappongono, vale a dire nella regione dei Grandi Laghi e nel New England. La cosiddetta «parula di Brewster», più comune e geneticamente dominante, ha regioni superiori grigie e regioni inferiori biancastre (nel maschio) o gialle (nella femmina). Presenta una striscia oculare nera e due barre bianche sulle ali.
La più rara e recessiva «parula di Lawrence» ha un piumaggio maschile verde e giallo sulle regioni superiori e giallo su quelle inferiori, con barre bianche sulle ali e gli stessi disegni facciali della parula alidorate maschio. La femmina ha regioni superiori grigie e regioni inferiori biancastre con due barre gialle sulle ali e gli stessi disegni facciali della parula alidorate femmina. Sia la parula di Brewster che quella di Lawrence possono variare notevolmente nell'aspetto fisico e sono potenzialmente in grado di intonare i canti propri sia della parula aliazzurre che di quella alidorate.
Entro i confini del loro areale possono avvenire casi di introgressione genetica che portano alla nascita di ibridi criptici (esemplari morfologicamente puri con piccole quantità di DNA di parula aliazzurre). Questi ibridi possono essere presenti in numero scarso perfino ai margini dell'areale della parula alidorate, lontano da qualsiasi popolazione di parula aliazzurre.